# Linyphantes anacortes
Linyphantes anacortes là một loài nhện trong họ Linyphiidae.
Loài này thuộc chi Linyphantes. Linyphantes anacortes được Ralph Vary Chamberlin & Wilton Ivie miêu tả năm 1942.